# Platystele hyalina
Platystele hyalina là một loài thực vật có hoa trong họ Lan. Loài này được H.Stenzel mô tả khoa học đầu tiên năm 2002.